# NGC 5783
NGC 5783 في الفهرس العام الجديد، هي مجرة، تقع في كوكبة العواء. اكتشفت في 1887 بواسطة لويس سويفت.

## روابط خارجية
- NGC 5783 على موقع ويكي سكاي: DSS2, SDSS, GALEX, IRAS, Hydrogen α, X-Ray, Astrophoto, Sky Map, Articles and images